# Henry Mackenzie

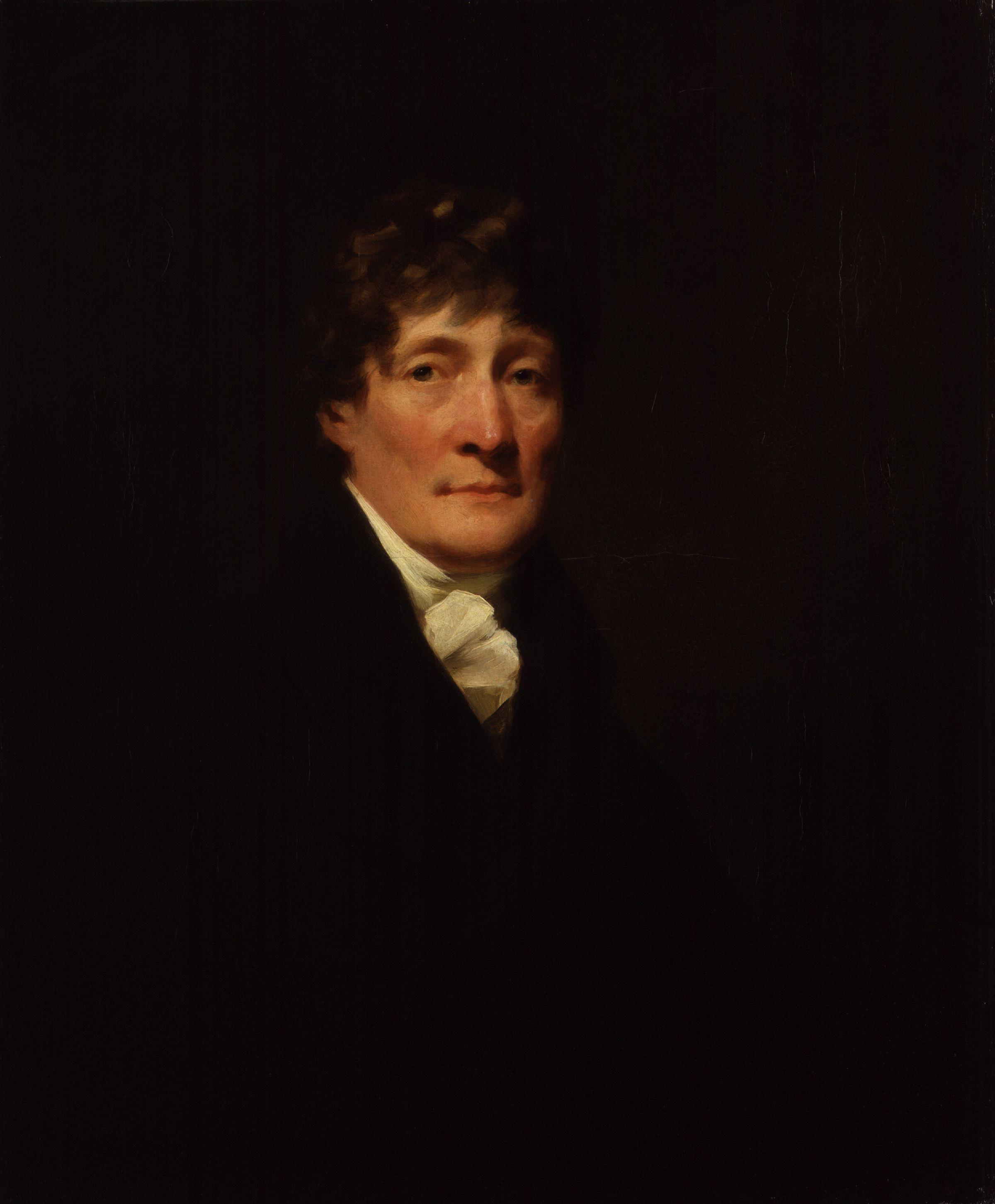
Henry Mackenzie

Henry Mackenzie (ur. w sierpniu 1745 w Edynburgu, zm. 14 stycznia 1831), szkocki prozaik, poeta, dramaturg i wydawca. 
Zasłynął powieścią Czuły człowiek (1771). Oddziaływał na Waltera Scotta, który zadedykował mu swojego Waverleya. Naśladował angielską literaturę sentymentalną.